# Lijst van Ierse bands
Deze pagina bevat een lijst van Ierse bands in Ierland en Noord-Ierland en andere Engels-sprekende landen, met een aparte lijst van de Ceili-bands.
Omstreeks de jaren zestig van de twintigste eeuw ontstond in Ierland en Schotland een grote belangstelling voor de wederopstanding van de traditionele volksmuziek. Dit had ten gevolg dat er bands en groepen samengesteld werden zoals in Ierland de beroemd geworden The Chieftains, The Fureys, Planxty, The Dubliners, Patrick Street en De Dannan, om er maar enkele te noemen.
In de Engels sprekende landen werd deze belangstelling ook groot; in de Verenigde Staten bijvoorbeeld zijn in de steden en gebieden met een bij uitstek uit Ierland afkomstige bevolking, talloze Ierse bands en groepen ontstaan. Enkele daarvan komen in de onderstaande lijst voor.

## Traditionele bands en balladgroepen

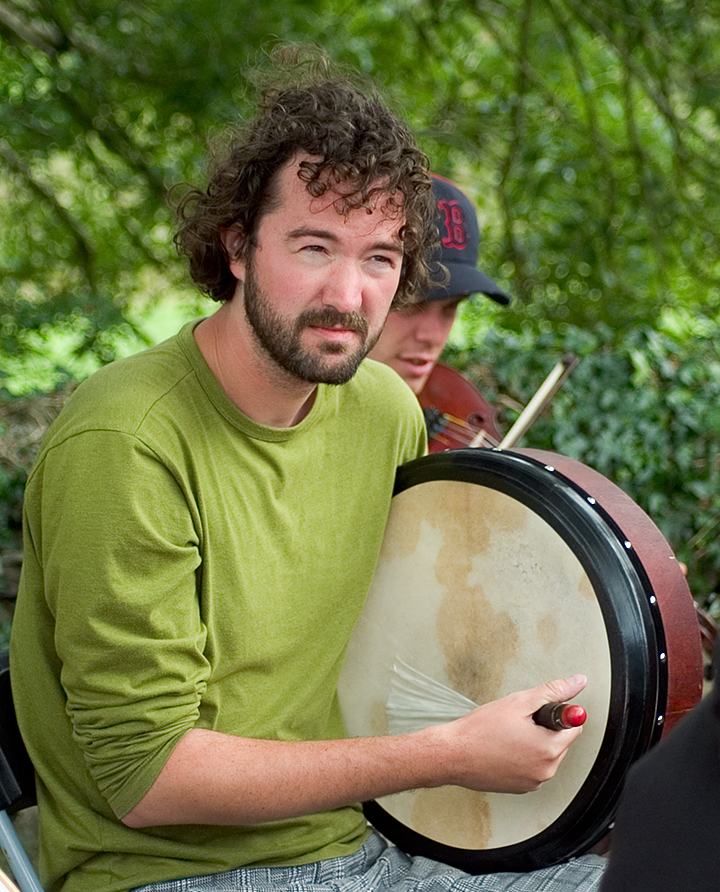
Bodhrán speler met kwast-tipper

- Aengus (Traditioneel kwartet uit Galway)
- Airnean (Ierse band in Australië, bezoekt scholen aldaar)
- Aileach (Folk en traditioneel)
- Altan (Traditionele band uit Donegal)
- An Góilín (Traditionele zanggroep uit Dublin)
- Anuna (Koor in Dublin)
- Arcady (Traditionele band)
- At First Light (Traditionele band)
- At the Racket (Ierse band)
- Barley Bree ( Iers-Canadese groep, Noord-Ierland)
- Beginish (Traditionele band)
- Bellefire (Ierse vrouwengroep)
- Beoga (Traditionele groep uit Noord-Ierland)
- Blackthorn (Traditionele folkband uit Belfast)
- Bog the Donkey (Traditionele band uit Cork)
- Bohinta (Martin en Áine Furey)
- Boyzone (Boyband uit Dublin)
- Bumblebees (Traditionele vrouwengroep uit Galway)
- Buille (Traditioneel trio uit Cork)
- Buttons & Bows (Traditionele band, met Jackie Daly)
- Ceide (Traditionele band uit Sligo County Mayo)
- Celtic Fiddle Festival (Traditionele band, Iers, Schots, Bretons)
- Ceoltóirí Chualann (Traditionele groep uit Dublin)
- Charlie and The Bhoys (Ierse band uit Glasgow, Schotland)
- Cian (Traditionele band uit Waterford)
- Clannad (Traditionele band uit Donegal)
- Coracle (Traditionele band uit omgeving Norfolk en deels Nederland)
- Cran (Traditionele band)
- Danú (Traditionele band uit Waterford)
- Dave Sheridan and Company (Leitrim)
- Déanta (Traditionele Band uit Antrim, Noord-Ierland)
- Dervish (Traditionele band uit Sligo)
- Dorsa (Traditionele muziek uit Armagh, Noord-Ierland)
- Draioicht na hOiche (Ierse band uit Londen, Engeland)
- Dublin City Ramblers (Ballad & Folk-groep uit Dublin)
- Duchas (Traditionele band uit Connemara, Galway)
- Dun the Veil (Ierse band uit Londen, Engeland)
- Flogging Molly (Amerikaanse folk-punkband met Ierse wortels uit Los Angeles)
- Four Men and a Dog (Traditionele en andere muziek uit Tyrone)
- Furry Village (Engelse danceband (?), Galway)
- Góilín Club (Zanggroep uit Dublin)
- Gráda (Traditionele band uit Dublin)
- Craob Rua (Traditionele band)
- Herb Garden (Keltische band uit Victoria, Australië)
- Gael Sli (Traditionele band uit Wicklow)
- Galldubh (Traditionele band uit Dublin)
- Irish Weavers (Folk- en traditionele band uit Cork)
- James Keane and Friends (Traditionele Amerikaans-Ierse band)
- Joe Derrane (Traditionele Amerikaans-Ierse band)
- Kila (Folkmusic- en worldgroep uit Dublin)
- Kim Newport Band (Danceband uit Sligo)
- Lúnasa (Traditionele band)
- Merry Ploughboys (Balladgroep uit Dublin)
- Moving Cloud (Traditioneel kwintet uit Ennis, County Clare)
- Moving Hearts (Traditionele en folkrockband uit Dublin)
- Na Casaidigh (The Cassidy's) (Traditionele band uit Donegal)
- Noel Shine and Mary Greene (Duo uit West Cork)
- Nomos (Traditionele band)
- North Gregg (Traditionele band uit Cork)
- Open House (Traditionele band uit Oregon, V.S., met Ierse invloeden)
- Osna (Traditionele en hedendaagse band uit Mayo)
- Patrick Street (Traditionele band)
- Planxty (Traditionele band uit Galway, Ierland)
- The Pogues (Traditionele Ierse-Engelse band uit, Ierland)
- Providence (Traditionele band uit Dublin)
- Rattle the Boards (Ierse traditionele groep)
- Reeltime (Galway)
- Rig the Jig (Traditionele en hedendaagse band uit Roscommon)
- RiRa (Galway)
- Roisin Dubh (Ierse doedelzakband in New York, V.S.)
- Ryan's Fancy (Ierse traditionele band uit Newfoundland, Canada)
- Sands Family (Traditionele band uit County Down)
- Sheeba (Ierse meidengroep)
- Skara Brae music (Traditionele band uit Donegal)
- Skelpin (Amerikaans-Ierse traditionele band uit Zuid-Californië)
- Slainte (Celtic band uit Washington, V.S.)
- Sliabh Notes (Traditionele band)
- Slide (Folk- en traditionele band uit Dublin)
- Sliotar (Traditionele band uit Dublin)
- Snow Patrol (Noord Ierse/Schotse alternatieve-rockband)
- Solas (Amerikaans-Ierse band met traditionele muziek)
- Stockton's Wing (Traditionele band uit Clare)
- Sweeney's Men (Traditionele band uit Dublin)
- Tamalin (Traditionele band uit Belfast)
- Teada (Traditionele band uit Sligo)
- The Bachelors (Balladgroep uit Dublin)
- The Barleycorn (Traditionele band uit Noord-Ierland)
- The Boomtown Rats (Muziekgroep uit Dublin)
- The Bothy Band (Traditionele band uit Dublin)
- The Boys of the Lough (Traditionele band, Iers, Schots, Noord-Engels, Shetland Islands)
- The Chieftains (Traditionele band uit Dublin)
- The Clancy Brothers and Tommy Makem (Traditionele groep uit Tipperary en later in de V.S.)
- The Dubliners (Traditionele band uit Dublin)
- The Dublin City Ramblers (Traditionele band uit Dublin)
- The Duskeys (Ierse band, jaren 80)
- The Eileen Ivers Band (Traditionele Amerikaanse band rondom violiste Eileen Ivers)
- The Fureys and Davey Arthur (Traditionele band uit Dublin)
- The Fureys (Traditionele band uit Dublin)
- The Golden Lion Light Orchestra (Engels-Ierse Folk & Ceilidh Band uit Cleehill, Engeland)
- The Groovin'Reels (Traditionele band)
- The High Kings
- The Johnstons (Traditionele band uit Slane, County Meath)
- The Karan Casey Band (Traditioneel trio uit Cork)
- The Makem and Spain Brothers (Ierse groep in de V.S.)
- The Middlewich Paddies (Ierse groep in Middlewich, Engeland)
- The Seán O'Neill Band (Traditionele band)
- The Whole Shabang (Band uit Waterford)
- The Woods Band (Traditionele band uit Dublin)
- The Wolfhound (Balladegroep uit Belfast)
- Them (Brits-Ierse band, Belfast)

## Folkrock, rebel, punk, rock, heavy metal, pop
- Abaddon Incarnate (Ierse deathmetalgroep)
- Ash (Alternatieve-rockband uit Dowpatrick, Noord-Ierland)
- Aslan (Ierse rockband uit Dublin)
- Bagatelle (Rockband uit Dublin)
- Blood or Whiskey (Punkband uit Tramore)
- Blue in Haven (Ierse rockgroep uit Dublin)
- Bogside Rogues (Ierse rockgroep uit Philadelphia, V.S.)
- Boss Volenti (Rockkwartet uit Dublin)
- B*Witched (Ierse vrouwenpopgroep)
- Cactus World News (Ierse rockband uit Dublin)
- Celtic Legacy (Heavymetalband)
- Celtus (Rockband)
- Compulsion (Ierse punkband)
- Cruachan (Celtic Metal-band uit Dublin)
- Director (Poprockkwartet uit Dublin)
- Dr.Strangely Strange (Experimentele-folkgroep uit Dublin)
- Dropkick Murphys (Folk/punkgroep uit Zuid-Boston, V.S.)
- Finin (Rebelband uit Armagh)
- Flight of Earls (Ierse rebelband uit Derry)
- Future Kings of Spain (Ierse rockband uit Dublin)
- Geasa (Ierse Celtic Metal-band)
- Rory Gallagher (Ierse bluesgitarist uit Ballyshannon)
- Goats Don't Shave (Celtic Rock-band uit Donegal)
- God Is An Astronaut (Ierse rockband uit Glen of the Downs)
- God talking Soul (Ierse rockband uit Strabane, Noord-Ierland)
- Horslips (Ierse rockband uit Dublin)
- Hothouse Flowers (Ierse rockgroep uit Dublin)
- Inhaler (Indie/Alternatieve rockband uit Dublin)
- In Tua Nua (Ierse rockgroep uit County Dublin)
- Irish Brigade (Rebelband uit Tyrone)
- Jerry Fish and the Mudbug Club (Progressieve-rockband)
- JJ72 (Rockband)
- Kodaline (Indie/Alternatieve rockband uit Dublin)
- Lankum (Ierse band, mix van Ierse folk met o.a. krautrock en psychedelica)
- LeperKhanz (Hiphop- en rockband)
- Mama's Boys (Hardrock- en heavymetalband uit Fermanagh)
- Mellow Candle (Folkrockband uit Dublin)
- My Bloody Valentine (Rockband)
- Pangue Bán (Rebelband uit Derry, Noord-Ierland)
- Pay*Ola (Ierse hardrockband uit Belfast)
- Power of Dreams (Poprockband uit Dublin)
- Primordial (Folkmetalband uit Skerries)
- Saw Doctors (Folkrockband uit Galway)
- Shebeen (Rebelband uit Tyrone)
- Sixstarhotel (Alternatieve-rockband uit Belfast)
- Skindive (Ierse rockband)
- Skylark (Canadese poprockband)
- Solas (Belfast liturgical)
- Spirit of Freedom (Rebelband (fluit) uit Derry)
- Stiff Little Fingers (Punkband uit Belfast)
- Surley (Ierse alternatieve-rockband uit Limerick)
- Taste (Rockband uit Cork)
- The Answer (Hardrock- en bluesrockband uit Count Down)
- The Blizzards (Ierse ska-popgroep uit Mullingar Co. West Meath)
- The Brilliant Trees (Ierse rockband uit Dublin)
- The Chalets (Alternatieve-popgroep uit Dublin)
- The Corrs (Poprockband, Belfast)
- The Cranberries (Ierse rockband in de jaren 90 uit Limerick)
- The David Clare Band (Folkrockband uit Dublin)
- The Divine Comedy (Popgroep uit Noord-Ierland)
- The Frames (Rockgroep uit Dublin)
- The Moondogs (Ierse rockband uit Noord-Ierland)
- The Pogues (Iers-Engelse folk- en punkband)
- The Prayer Boat (Ierse popgroep)
- The Saw Doctors (rockband uit Tuam, County Galway)
- The Script (Ierse rockband uit Dublin)
- The Undertones (Punkgroep uit Derry, Noord-Ierland)
- The Waterboys (Traditionele en rockband, diverse locaties)
- Therapy? (Alternatieve-metalband uit Noord-Ierland)
- Thin Lizzy (Ierse hardrockband uit Dublin)
- Those Nervous Animals (Ierse rockband uit Sligo)
- Emmett Tinley (Singer-songwriter uit Dublin)
- Toasted Heretic (Ierse rockband uit Galway)
- U2 (Ierse rockband uit Dublin)
- Waylander (Celtic Folkmetal-band uit Dublin)
- Westlife (Ierse popband met zangers uit Sligo)
- Whipping Boy (Poprockband uit Dublin)
- Wolfe Tones (Rebelband uit Dublin)

## Ceili-bands
- Abbey Ceili Band - [Cork]
- Avoca Ceili Band - [Avoca, Co. Wicklow]
- Blarney Ceili Band - [Cork]
- Bofield Ceili Band  - [Bofield, Co. Mayo]
- Bridge Ceili Band  - [Portarlington] (1970)
- Castle Ceili Band - [Co. Dublin] (1960)
- Chris Connolly Ceili Band - [Kilcullen]
- Ceolteoiri Loch Gorman
- David Currie Ceili Band - [Belfast]
- Ritchie Fitzgerald (Bundoran) Ceili Band - [Bundoran]
- Ciaran Kelly Ceili Band
- Coleman Country Ceili Band - [Co. Sligo]
- Davey Ceili Band - [Dunderry Co. Meath]
- Emerald Ceili Band - [Tyrone]
- Fodhla Ceili Band - [Dublin]
- Sonny Flynn's Ceili Band
- Gallowglass Ceili Band - (Geen Ceili, maar nu the Gallowglass met Tony O'Leary)
- Gleann an Iolair Ceili Band - [Co. Derry]
- Glenview Ceili Band - [Sligo]
- Graignamanagh Ceili Band [- Co. Kilkenny] (Was eerst St. Joseph's Ceili Band)
- Green Linnet Ceili Band - [Co. Dublin]
- Greene's Ceili Band - [Tipperary]
- Haggerty Currach - (Kilcullen)
- Haste to the Wedding - (Traditionele Ceili-band uit Antrim)
- Heather Breeze Ceili Band - [Westport Co.  Mayo]
- Kilfenora Ceili Band - [Kilfenora, Co. Clare] (1909)
- Kiltormer Ceili Band - [Ballinsaloe]
- Leitrim Loughrea Ceili Band - [Loughrea]
- Liam Ivory's Ceili Band
- Lough Gowna Ceili Band - [Co. Kilkenny]
- Cathal McAnulty Ceili Band - [Co. Down] (1985)
- Mort Kelleher Ceili Band - [Macroom Co. Cork]
- Brendan Mulhaire's Ceili Band - [Galway]
- Sean Norman Ceili Band - [Edenderry, Co. Offaly] (1965)
- Dermot O'Brien Ceili Band - [Dublin]
- Michael O'Mahony's Shandrum Ceili Band - [Milford, Co. Cork]
- Oranmore Ceili Band - [Oranmore, Co. Galway]
- Pickering Ceili Band - [Moy Co. Tyrone]
- Pride of Erin Ceili Band - [Omagh, Co. Tyrone]
- Progressiffs Ceili Band
- Donal Ring Ceili Band - [Cork]
- Sean Norman Ceili Band - [Edenderry Co. Offaly]
- Shamrock Ceili Band - [Navan]
- Shandon Ceili Band - [Cork]
- St. Mary's Ceili Bandshow - [Sligo]
- Swallow's Tail Ceili Band
- Templehouse Ceili Band - [Dublin]
- Tulla Ceili Band - [Tulla, Co. Clare] (1946)
- Waterford Comhaltas Ceili Band - [Waterford]  (1988)
- Western Ceili Band - [Galway]